# 옥사나 아킨시나
옥사나 알렉산드로브나 아킨시나(러시아어: Оксана Александровна Акиньшина, 1987년 4월 19일 ~ )는 러시아의 배우이다. 제38회 굴드바게상 여우주연상 수상자이다.

## 출연 작품
- 야
- 슈베르보브로비
- 스푸트닉
- 체르노빌 1986 - 올가 사보스티나 역